# Hart (Durham)
Hart – wieś i civil parish w Anglii, w hrabstwie Durham, w dystrykcie (unitary authority) Hartlepool. Leży 21 km na wschód od miasta Durham i 365 km na północ od Londynu. W 2011 roku civil parish liczyła 771 mieszkańców.